# Kepler-438 b
Kepler-438 b est une planète extrasolaire (exoplanète) confirmée en orbite dans la zone habitable de l'étoile Kepler-438, une naine située à une distance d'environ 475 années-lumière du Soleil, dans la constellation boréale de la Lyre. D'après le Catalogue des exoplanètes habitables (HEC) du Laboratoire d'habilité planétaire (PHL) de l'université de Porto Rico à Arecibo, Kepler-438 b est, au 6 janvier 2015, l'exoplanète connue dont l'indice de similarité avec la Terre (0,88) est le plus élevé.
Détectée par le télescope spatial américain Kepler, sa découverte, par la méthode des transits, a été annoncée le 6 janvier 2015 par des communiqués de la NASA et du Harvard-Smithsonian Center for Astrophysics.
La planète, d'un rayon environ 12 % plus grand que celui de la Terre (entre 5 % plus petit et 28 % plus grand à 1 σ d'incertitude), serait de type tellurique : sa masse, trop faible pour être mesurable avec la technologie actuelle, n'est pas connue et a donc dû être estimée statistiquement grâce à des modèles. La planète se trouvant dans la zone habitable de son étoile, elle pourrait être un exemple de planète analogue à la Terre si elle possède effectivement une surface solide, de l'eau liquide en surface, une atmosphère comparable, etc.